# Ori and the Will of the Wisps
Ori and the Will of the Wisps je plošinová adventura typu Metroidvania, kterou vyvinulo studio Moon Studios a vydalo Xbox Game Studios. Titul byl oznámen během veletrhu E3 2017 a je přímým pokračováním hry Ori and the Blind Forest z roku 2015. Druhý díl byl vydán v březnu 2020 pro Windows a Xbox One. Verze pro Nintendo Switch byla vydána v září 2020 společností Iam8bit a verze optimalizovaná pro Xbox Series X/S byla vydána v listopadu 2020.

## Synopse
Hra zachovává příběhovou kontinuitu s hrou Ori and the Blind Forest a sleduje cestu hlavní postavy série Ori v novém regionu zvaném Niwen.

## Vývoj
Hru vyvinulo studio Moon Studios sídlící ve Vídni, které se podílí na vývoji po celém světě. Hra přináší nový boj zblízka. Vizuální stránka hry byla přepracována z dvourozměrné grafiky ve hře Ori and the Blind Forest na trojrozměrné modely, které se odehrávají na vícevrstvém pozadí.

## Vydání
Druhý díl byl vydán v březnu 2020 pro Windows a Xbox One. Později byl uveden i na jiné platformy.
Po vydání se hra setkala s příznivým hodnocením kritiků. Chválen byl příběh, postavy, vizuální stránka, souboje, prvky průzkumu, prostředí, honičky a soundtrack. Je považována za příklad uměleckých forem v herním médiu. Kritika však směřovala k technickým problémům, jako jsou problémy s obnovovací frekvencí a vizuální chyby, které byly z velké části vyřešeny patchem.